# Rotskaardespin
De rotskaardespin (Synoniemen: Titanoeca quadriguttata, Titanoeca obscura) is een spinnensoort uit de familie rotskaardespinnen (Titanoecidae). De soort komt voor in het Palearctisch gebied, inclusief België en Nederland, en is de typesoort van het geslacht Titanoeca.

## Beschrijving
Het vrouwtje wordt 5 tot 7 mm lang, het mannetje 4,5 tot 5 mm. Het kopborststuk is roodachtig. Het achterlijf bevat vier wenkbrauwachtige strepen, bij de mannetjes zijn dit stippen.